# Théodora Asanina Paléologue
Theodora Asanina Paleologina était une princesse byzantine, la dernière reine du despotat de Morée.
Theodora était la fille de Pavlos Asanis et d'une Paléologue, ses frères et sœurs étaient Mattheos et Simonis Asanina  . Elle épousa Démétrios Paléologue alors seigneur de Sylivria  qui en était à son deuxième mariage, veuf du premier , et en 1442 ils eurent une fille Hélène. On dit qu'elle était très belle et vive. En 1449, lorsque Démétrios devint despote de Morée, elle devint également, la dernière, reine de Mystras. En 1460, avec la chute du despotat face aux Ottomans, elle se trouvait avec sa famille à Constantinople et emporta avec elle le manuscrit de George Plethonus Gemistos Nomon Syngrafis et le remit au patriarche George Gennadios qui le brûla publiquement. Elle décède en 1470-1471 peu après sa fille et son mari.